# Metacyclops postojnae
Metacyclops postojnae là một loài động vật giáp xác nước ngọt trong họ Cyclopidae. Chúng là loài đặc hữu của Slovenia.